# Gaspard de Bernard de Marigny

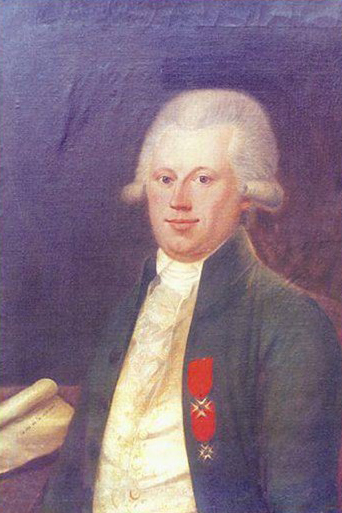
Gaspard de Bernard de Marigny mit dem Sankt-Ludwigs-Orden

Gaspard Augustin René Bernard de Marigny (* 2. November 1754 in Luçon; † 10. Juli 1794 in Combrand, Poitou-Charentes) war ein königstreuer französischer Offizier und General in der Armée catholique et royale de Vendée während des dortigen Aufstands.

## Biografie
Unter dem Ancien Régime war de Marigny Schiffsleutnant der königlichen Marine (La Royale), nahm am Amerikanischen Unabhängigkeitskrieg teil und wurde mit dem Ordre de Saint-Louis ausgezeichnet. In den Wirren der Französischen Revolution verteidigte er mit Hilfe der königlichen Garde im Jahre 1792 den König Ludwig XVI. und seine Familie während des Tuileriensturms in Paris. Als kurz darauf der Vendée-Aufstand (1793–1796) losbrach, wechselte er auf die Seite der royalistisch und katholisch gesinnten Aufständischen und wurde zum Artilleriegeneral ernannt. Er nahm an den siegreichen Schlachten von Thouars (5. März 1793) und Saumur (9. Juni 1793) ebenso teil wie am verlustreichen Rückzug und Übergang über die Loire (Virée de Galerne; 17./18. Oktober 1793).
Wahrscheinlich war er auch mitverantwortlich für das Massaker an hunderten gefangenen Anhängern der Republik (5. Juli 1793) während der erneut siegreichen Schlacht bei Châtillon. Später soll er noch einige Gegner eigenhändig getötet haben – die Marquise Victoire de Donnissan de La Rochejaquelein (1772–1857), die an der Seite ihres ersten Ehemannes Louis de Salgues de Lescure bei den kriegerischen Auseinandersetzungen des Jahres 1793 zugegen war, schrieb:
Krieg verdirbt den Charakter. M. de Marigny, einer der besten und anständigsten Männer, die ich gekannt habe, war blutdürstig geworden.
Im April 1794 unterzeichnete er ein Bündnis mit den Generälen Stofflet, Charette und Sapinaud; kurz darauf überwarf er sich mit Stofflet, der ihn nicht in führender Position einsetzte und verschwand. Daraufhin wurde ein Kriegsgericht einberufen, dass ihn am 25. April 1794 wegen Nichterscheinens in Abwesenheit zum Tode verurteilte. Marigny war unterdessen erkrankt und hatte sich auf das Schloss La Girardière bei Combrand zurückgezogen, wo er am 10. Juli 1794 verhaftet und von den Soldaten Stofflets standrechtlich erschossen wurde.